# Juana Galán
Juana Galán, sobrenomenada La Galana (Valdepeñas, 1787 – 1812), guerrillera espanyola de la Guerra del Francès (1808-1814). Era la més gran de set germans, nascuda en una família burgesa que regentava una gran casa amb fonda i taverna a l'entrada de la vila de Valdepeñas. Hom la considera la dona millor informada de la vila en aquesta època per treballar en aquest lloc estratègic.

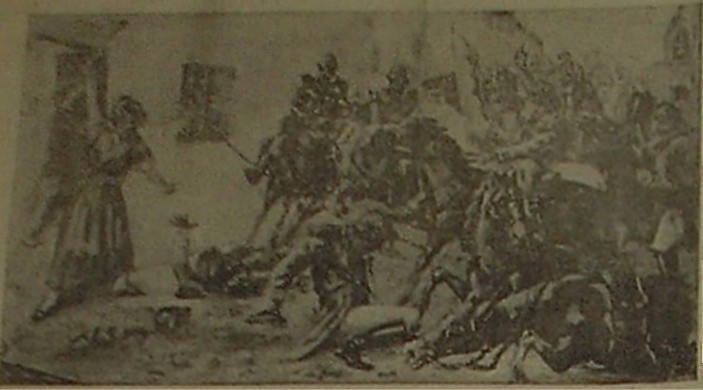
«"La Galana"» amb la cachiporra a la mà, colpejant els soldats caiguts dels cavalls.

El 6 de juny de 1808, en la batalla de Valdepeñas contra les tropes de Napoleó, mancant homes suficients per defensar el poble, va animar a les dones a sortir a lluitar. Les dones ho van fer abocant per les finestres aigua i oli bullent sobre la soldadesca, mentre que ella es va armar amb una porra i va sortir al carrer a lluitar cos a cos contra la cavalleria francesa. Gràcies a aquesta contesa, els francesos van abandonar tota la província de La Manxa i es van retardar en la batalla de Bailén, que va acabar en victòria per als espanyols. També se li va concedir per això a la vila el títol de "Molt Heroica".
Juana Galán va contreure matrimoni el 2 de maig de 1810 (dia que es complia el segon any de la declaració de guerra) amb Bartolomé Ruiz de Lerma, natural de Valdepeñas, amb qui va tenir dues filles. A causa del seu últim part va morir el 24 de setembre de 1812, el mateix dia en què es declarava La Manxa alliberada de les tropes de Napoleó, amb l'entrada triomfal de Francisco «Chaleco» a Valdepeñas.
Aquest personatge va suposar per a la ciutat de Valdepeñas un símbol històric-artístic de resistència, heroïcitat, fortalesa, patriotisme, i, sobretot, d'alliberament feminista. Ha estat nombrosament representada en obres d'art local. Se la sol representar dempeus, sostenint sobre la mà dreta una cachiporra, i en l'esquerra subjectant a un soldat francès. Ha estat molt representada també en teatre en obres a nivell nacional que representaven la batalla de Bailén i la batalla de Valdepeñas. En 2008, la companyia teatral toledana La Recua va utilitzar a aquest personatge com a protagonista d'una recreació d'uns mitificats afusellaments, que amenitzava un mercat goyesc que va recórrer diversos punts principals d'Espanya (Entre ells la Plaça Major de Madrid); com a acte principal del bicentenari de la Guerra.
Llegendàriament se li atribueixen diverses gestes o dades: 
- Se li pressuposa certa demència o esquizofrènia després de la contesa.
- S'ha especulat popularment que tingués una trobada amb Agustina d'Aragó; ja que aquesta va pertànyer a la partida de Francisco Abad Moreno «Chaleco» en l'any de 1810.
- Popularment se li va atribuir un romanç amb el famós guerriller Francisco Abad Moreno «Chaleco».

## Altres guerrillers de Valdepeñas
- Francisco Abad Moreno «Chaleco»
- La Fraila
- Cura «Calao»
- Juan Vacas
- Juan Toledo